# Низкодисперсная оптика

## Низкодисперсионная оптика (Extra-Low Dispersion — ED-Glass)
Низкодисперсионная оптика — оптика, изготовленная из специального стекла, которое преломляет свет с разной длиной волны практически одинаково, что уменьшает цветовые аберрации, вносимые линзами. Обозначается буквами ED.
При разработке длиннофокусных объективов и длиннофокусных биноклей достаточно трудно избавиться от хроматических аберраций и цветовых искажений. Чем выше степень увеличения, тем больше видны хроматические аберрации.
Дисперсия света — явление, из-за которого при прохождении света из одной среды в другую (например, из воздуха в стекло) преломление световых пучков разных цветов происходит под разным углом. При прохождении света через объектив световые пучки многократно преломляются на поверхностях линз. В результате дисперсии света на изображении в некоторых местах может появиться цветовая окантовка. Такие искажения называются хроматическими аберрациями.
Использование низкодисперсионных линз позволяет значительно уменьшить хроматические аберрации, как в центре, так и по краям изображения.
При наличии низкодисперсионных линз можно говорить о высоком классе оптики.